# Atlas (estatua)
Atlas es una estatua de bronce en el Rockefeller Center, dentro del patio del International Building, en Midtown Manhattan en la ciudad de Nueva York (Estados Unidos). Está al otro lado de la Quinta Avenida de la Catedral de San Patricio. La escultura representa al antiguo titán griego Atlas sosteniendo los cielos sobre sus hombros.
Atlas fue creada por el escultor Lee Lawrie con la ayuda de Rene Paul Chambellan y fue instalada en 1937. La escultura es de estilo art déco del Rockefeller Center. La figura de Atlas en la escultura mide 4,6 m de altura, mientras que la estatua entera mide 13,7 m de alto. Pesa 6350 kg, y es la escultura más grande del Rockefeller Center.
Se representa a Atlas llevando la bóveda celeste sobre sus hombros. El eje norte-sur de la esfera armilar sobre sus hombros apunta hacia la posición de la Estrella Polar en relación con la ciudad de Nueva York. La estatua se yergue sobre una pierna musculosa encima de un pequeño pedestal de piedra, cuya esquina da a la Quinta Avenida.

## En la cultura popular
Desde entonces, la pieza se ha apropiado como símbolo del movimiento objetivista y se ha asociado con la novela Atlas Shrugged (1957) de Ayn Rand.
Ha aparecido en casi todos los episodios de la serie de televisión 30 Rock, apareciendo en numerosas tomas de establecimiento que representan el edificio 30 Rockefeller Plaza, donde se desarrolla la serie.  La mayoría de las ubicaciones de Rainforest Cafe tienen una estatua que se parece a esta en una cascada con una fuente, con las palabras "Rescate the Rainforest" en letras de neón verde en el ecuador del globo.
Ridley Scott citó la escultura como inspiración estética para el personaje "Madre", en Raised by Wolves de HBO Max.